# Красний (притока Броньки)
Красний — струмок (річка) в Україні у Іршавському районі Закарпатської області. Права притока річки Броньки (басейн Дунаю).

## Опис
Довжина балки приблизно 7,41 км, найкоротша відстань між витоком і гирлом — 5,27 км, коефіцієнт звивистості річки — 1,41. Формується багатьма гірськими струмками.

## Розташування
Бере початок на південно-східних схилах гори Яворово (801,7 м). Тече переважно на південний захід через село Суха і впадає у річку Броньку, ліву притоку річки Боржави.

## Цікаві факти
- Від гирла струмка на західній стороні на відстані приблизно 1,25 км пролягає автошлях Т 0712[2] (автомобільний шлях територіального значення у Закарпатській області. Пролягає територією Перечинського та Свалявського районів через Перечин — Сваляву. Загальна довжина — 52,1 км).